# 甘塘乡
甘塘乡，是中华人民共和国四川省凉山彝族自治州盐源县曾经下辖的一个乡。2020年6月，撤销甘塘乡，将原甘塘乡所属行政区域划归树河镇管辖。

## 行政区划
甘塘乡撤销前下辖以下地区：
白条河村、大堡村、松坪村、甘塘村、顺河村、茅坪子村和海子村。